# Ludwigtrappe
Die Ludwigtrappe (Neotis ludwigii) ist eine Vogelart aus der Familie der Trappen (Otididae). Das Artepitheton bezieht sich auf den deutschen Botaniker Carl Ferdinand Heinrich von Ludwig, der vornehmlich im südlichen Afrika forschte. 

## Merkmale
Die Ludwigtrappe erreicht eine Körperlänge von 76 bis 97 cm. Bei den Männchen liegt das Gewicht zwischen 4200 und 6000 g, bei den Weibchen zwischen 2200 und 2500 g. Die Oberseite des Vogels ist braun und weist ein feines, rötlich-braunes wellenförmiges Muster auf. Der Schwanz ist ähnlich gefärbt und hat breite, dunkle Streifen. Die weiße Flügelpartie ist meist verborgen, wenn der Flügel gefaltet ist. Der Kopf, der Hals und die Brust sind dunkelbraun bis rußbraun, während der Hinterhals grau-weiß ist. Die Basis des Hinterhalses ist stumpf orange, und der Bauch ist weiß. Der Schnabel ist braun und die Beine sind gelblich. Das Weibchen hat eine hellere Färbung und ist auf dem Kopf und am Hals stärker gesprenkelt.

## Verbreitungsgebiet
Das Verbreitungsgebiet erstreckt sich vom äußersten südwestlichen Angola, über das westliche Namibia bis zum südlichen Südafrika.

## Lebensraum
Die Ludwigtrappe bewohnt offene Tiefland- und Hochlandebenen mit Gras und leichtem Dorngestrüpp, sandiges offenes Buschland und Halbwüste in den ariden und halbtrockenen Biomen der Namib und der Karoo.

## Wanderungen
Die Art wandert teilweise in Richtung Südwesten von der nördlicheren und im Landesinneren gelegenen Sommerregenregion (Nama Karoo), wo sie von November bis April vorkommt, in die südlichere und an der Küste gelegene Winterregenregion (Sukkulentenkaroo) für den Zeitraum von Mai bis Oktober.

## Lebensweise
Die Nahrung umfasst wirbellose Tiere, kleine Wirbeltiere und Pflanzen. Während der Regenzeit wandern die Vögel umher und suchen nach schlüpfenden Heuschrecken in der Vegetation. Beeren der Art Lycium oxycladum bereichern das Nahrungsangebot. Schwärme bis zu 70 Vögeln versammeln sich nach Regenfällen auf Anbauflächen oder in der natürlichen Vegetation. 
Die Brutzeit erstreckt sich zwischen August und Dezember. Das Nest ist eine Ritze im Boden, oft zwischen Steinen, auf dem Kamm eines niedrigen Bergrückens oder an einem Berghang. Das Gelege besteht aus zwei Eiern. Das Küken weist ein rötliches Daunenkleid auf, das mit schwarzen Streifen durchzogen ist.

## Lautäußerungen
Das balzende Männchen bläht den Hals auf und gibt alle 15 bis 30 Sekunden einen tiefen, bellenden Laut von sich, der sich wie woodoomp anhört.

## Status
Die Ludwigtrappe wird in der IUCN Red List als „stark gefährdet“ (endangered) eingestuft, da ihr Bestand erheblich zurückgegangen ist, was auf Kollisionen mit Stromleitungen zurückzuführen ist. Dieser Trend wird wahrscheinlich auch in Zukunft anhalten, da das Stromnetz in Südafrika erweitert wird und bisher keine wirksamen Maßnahmen zur Minderung von Gefahren durchgeführt wurden.
In den 1980er Jahren führte der südafrikanische Ornithologe David G. Allan eine Bestandsaufnahme der Ludwigtrappe durch. Dabei schätzte er die Gesamtpopulation dieser Art auf zwischen 56.000 und 81.000 Individuen. Sein Kollege Mark D. Anderson vermutete im Jahr 2000, dass etwa 50 bis 75 % des Weltbestands in Südafrika vorkamen. Eine Wiederholung dieser Erhebung, die zwischen 2010 und 2012 in dem südafrikanischen Verbreitungsgebiet durchgeführt wurde, ermittelte eine Populationsschätzung in Südafrika auf 114.000 Vögel (95 % Konfidenzintervall: 87.000 bis 148.000). Daraus ergibt sich, dass die gesamte Population voraussichtlich im Bereich von 100.000 bis 500.000 Individuen liegt. 
Einige Verluste sind auch auf die Jagd, den Fang in für Säugetiere ausgelegten Schlingfallen, Giftköder und Störungen zurückzuführen.